# 連星パルサー

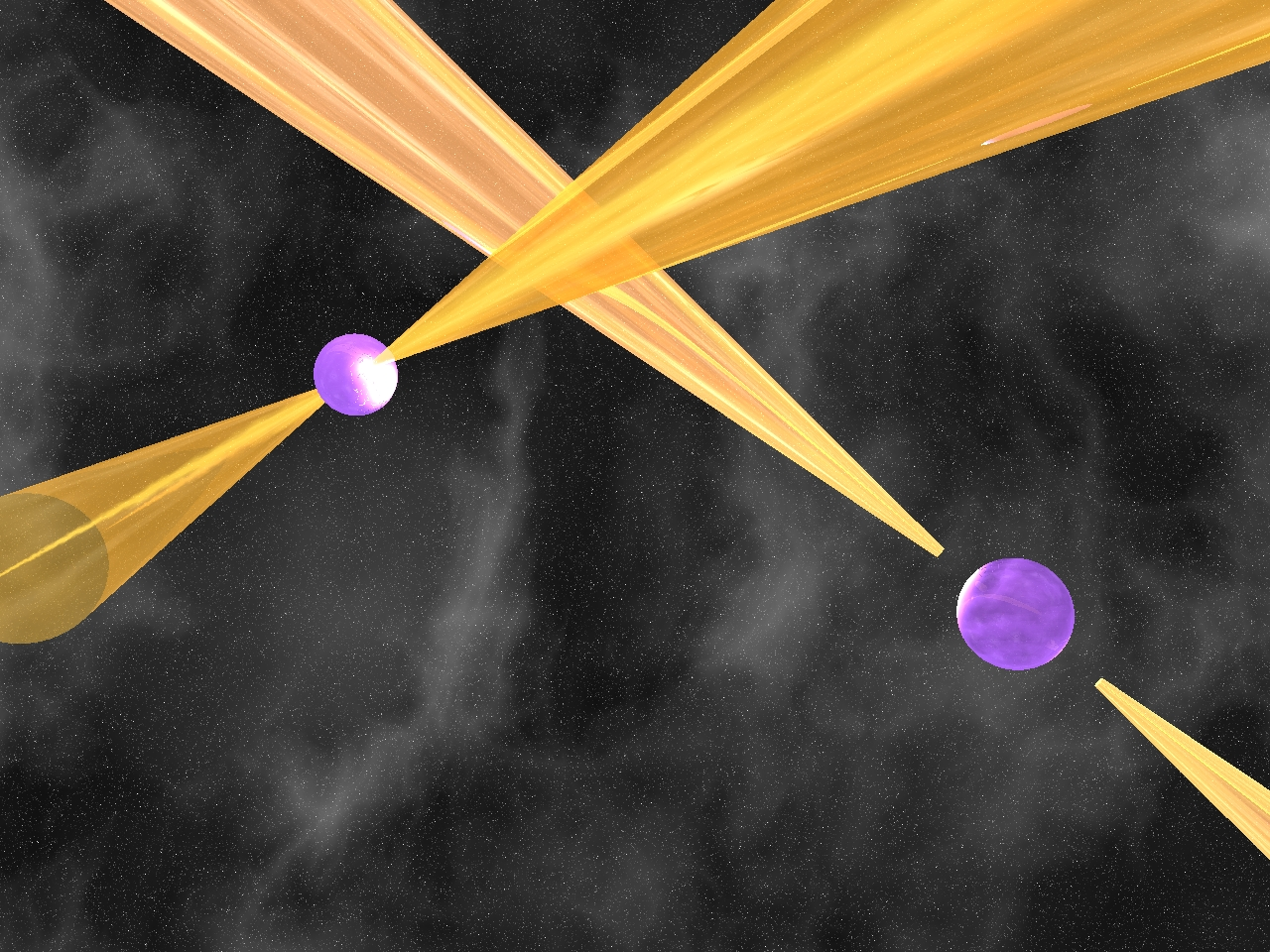
連星パルサーのイメージ

連星パルサー (binary pulsar)、またはパルサー連星 (pulsar binary) は、少なくとも片方が中性子星パルサーである連星（PSR J0737-3039は、主星・伴星ともに中性子星もパルサーの二重パルサー連星 (double pulsar binary)）。連星パルサーは強い重力場を形成するため、一般相対性理論の検証の場となっている。パルサーの伴星は、観測が非常に難しいが、パルサーのパルスのタイミングは、電波望遠鏡によって非常に良い精度で測定することができる。
1974年、ジョゼフ・テイラーとラッセル・ハルスは、アレシボ天文台で初めての連星パルサーPSR B1913+16を発見し、この業績により1993年にノーベル物理学賞を受賞した。ハルスがPSR B1913+16を観測していると、彼はパルスの速さが規則的に変化していることに気づいた。その後、パルサーは別の星の非常に近くを高速で公転しており、ドップラーシフトのためにパルスの周期が変わっていたと結論づけられた。パルサーが地球に向かう方向に動くとパルスはより頻繁になり、逆に地球から遠ざかる方向に動くとパルスの頻度は少なくなる。ハルスとテイラーは、パルスの変動の観測から、2つの恒星はほぼ同じ質量であると推定し、もう1つの恒星は中性子星であるとの確信に至った。この系からのパルスは、現在も15マイクロ秒以内の精度で観測されている。
さらに、PSR B1913+16の研究によって、相対論的効果によって中性子星の質量を初めて正確に決定することができた。2つの恒星が近接していると、重力場がより強くなり、時の経過が遅くなるため、パルスの間隔が長くなる。この相対論的時間の遅れは、観測者がパルサーは一定の距離を一定の速度で公転していると期待する時の観測結果と実際の観測結果との差となって現れる。
連星パルサーは、LIGOによる重力波の直接検出がなされるまで、唯一の重力波検出のツールであった。アインシュタインの一般相対性理論では、2つの中性子星が共通重心の周りを公転する時に重力波を放出し、重力波は軌道エネルギーを運び去って、2つの恒星はより接近し、軌道周期はより短くなると予測する。連星パルサーのタイミングのモデル化には、10個のパラメータのモデルで十分である。
PSR B1913+16の観測結果は、アインシュタインの方程式とほぼ完全に合致する。相対性理論は、時間が経つと、連星系の軌道エネルギーは重力放射に変換されると予測する。テイラーとJoel M. Weisbergらが集めたPSR B1913+16の軌道周期のデータは、この相対性理論の予測を支持した。彼らは1982年及びその後、観測される2つのパルサーの間の最小距離が、公転距離が一定と仮定した場合と比べて差が出ることを発表した。その後、この系の軌道周期は年に約100万分の76秒ずつ短くなっていることが発見された。その後の観測でも、この減少が示されている。
時々、連星系パルサーの伴星は、パルサーに外層を転移するまで膨張することがある。この相互作用は2つの天体の間を転移するガスを加熱し、パルス状に見えるX線を放出し、X線連星と呼ばれる段階になる。一方の天体からもう一方への物質の流れにより、降着円盤が形成されることもある。
パルサーは、相対論的な速さで粒子を周りに吹き飛ばす「風」を吹かせることもあるが、連星パルサーの場合は、伴星の磁気圏も吹き飛ばし、パルス放出に劇的な影響を与える。